# Balota de Sus, Dolj
Balota de Sus este un sat în comuna Murgași din județul Dolj, Oltenia, România.